# Električni filtri
Električki filtar (ili filter) je elektronički sklop čija je funkcija da na određeni način promijeni karakteristiku frekvencijskog spektra ulaznog signala. 
Postoje pasivni filtri koji su sastavljeni samo od pasivnih komponenti (zavojnice, kondenzatori, otpornici) i aktivni filtri koji pored pasivnih sadrže i jednu ili više aktivnih komponenti sa svojstvom pojačanja signala (tranzistori, operacijska i druga pojačala). 
Aktivni filtri mogu biti analogni ili digitalni. Analogni filtar obrađuje analogni signal i može se predstaviti linearnim četveropolom. Digitalni filtar obrađuje digitalizirani signal i realizira se pomoću posebnih integriranih krugova ili kao algoritam kojeg izvodi procesor digitalnog signala (DSP, eng. Digital Signal Processor).

## Prijenosna funkcija filtra
Prijenosna funkcija filtra H(s) se definira kao odnos izlaznog signala Y(s) i ulaznog signala X(s) u domeni kompleksne frekvencije s:
{\displaystyle H(s)={\frac {Y(s)}{X(s)}}}
Ako se filtar promatra u stacionarnom stanju, moguće je kompleksnu frekvenciju s zamijeniti s njezinim imaginarnim dijelom jω, te se tada dobije prijenosna funkcija u obliku:
{\displaystyle H(j\omega )=|H(j\omega )|e^{j\varphi (\omega )}}

### Amplitudno-frekvencijska karakteristika
Amplitudno-frekvencijska karakteristika pokazuje koliko filtar pojačava (ili guši) signal na određenoj frekvenciji. Definirana je kao logaritam apsolutne vrijednosti prijenosne funkcije kada se s zamijeni s jω:
{\displaystyle A(\omega )=\log {|H(j\omega )|}\,}
Logaritmiranjem s prirodnim logaritmom amplitudna se karakteristika dobije izražena u neperima (N), a logaritmiranjem dekadskim logaritmom rezulatat treba pomnožiti s 20 kako bi amplitudna karakteristika bila izražena u decibelima (dB). Između decibela i nepera vrijedi relacija:
1 dB = 8,686 N

### Fazno-frekvencijska karakteristika
Fazno-frekvencijska karakteristika pokazuje kako izlazni signal filtra predhodi ili zaostaje u fazi za ulaznim na određenoj frekvenciji. Definirana je kao arctg omjera imaginarnog i realnog dijela prijenosne funkcije kada se s zamijeni s jω.

## Tipovi filtara

### Niskopropusni filtar
Niskopropusni filtar propušta sve frekvencije niže od granične frekvencije ωg, a guši više.

### Visokopropusni filtar
Visokopropusni filtar propušta sve frekvencije više od granične frekvencije ωg, a guši niže. 

### Pojasnopropusni filtar
Pojasnopropusni filtar propušta sve frekvencije između dviju graničnih frekvencija ωg1  i ωg2, a guši ostale.

### Pojasna brana
Pojasna brana guši sve frekvencije između dviju graničnih frekvencija ωg1  i ωg2, a propušta ostale. 

## Aproksimacije prijenosnih funkcija filtara

### Butterwothova aproksimacija
Butterworthova aproksimacija je takav način realizacije frekvencijske karakteristike elektroničkog filtra pri čemu je ona u području propuštanja filtra maksimalno glatka koliko je to god matematički moguće.
Filtre tog tipa uveo je britanski inženjer Stephen Butherworth u svom članku "On the Theory of Filter Amplifiers", Wireless Engineer (također poznat kao Experimental Wireless and the Radio Engineer), vol. 7, 1930, str. 536-541.
Frekvencijska je karakteristika Butterworthova filtra maksimalno glatka u području propuštanja (nema valovitosti) i teži nuli u nepropusnom području.

## Poveznice
- Digitalni filtar
- DSP